# Альбаррасин (тайфа)
Тайфа Альбаррасин (исп. Taifa de Albarracín) — средневековое мусульманское государство на востоке современной Испании, существовавшее в 1012-1104 годах. Оно включало в себя город Альбаррасин и окрестные горы. Правил тайфой берберский клан Бану Расин, принадлежавший племени Аввара. Клан Бану Расин прибыл в Испанию вместе с Тариком и получил для поселения земли около Кордовы. Однако затем они переселились в гористую местность Монтес Универсалес и обосновались в Сьерра Альбаррасин. Бану Расин не всегда подчинялись власти кордовских эмиров и халифов, а в 1012 году Абу Мухаммад Худайл ибн аль-Асла ибн Расин объявил себя независимым эмиром. Халифы деградирующего Кордовского халифата Хишам II и Сулейман последовательно признали власть Бану Расин в этом регионе в обмен на номинальное подчинение. Территория тайфы находилась на пересечении дорог из Толедо в Сарагосу и из Толедо в Валенсию. Клану Бану Расин пришлось вести борьбу с правителями тайфы Сарагосы, стремившихся присоединить Альбаррасин к своим владениям.
Первого эмира Альбаррасина Худайла письменные источники характеризуют, как волевого и даже жестокого правителя. В 1045 году его сменил Абд аль-Малик ибн Расин, вынужденный признать вассальную зависимость от короля Леона и Кастилии Альфонсо VI и выплачивать ему дань. После сражения при Заллаке в 1086 году Абд аль-Малик прекратил выплаты, но уже в 1090 году капитулировал перед войсками Эль Сида, который заставил эмира вновь признать себя вассалом короля Леона и Кастилии. Помио этого Эль Сид заставил эмира выступить совместно с ним на осаду Валенсии. Но Абд аль-Малик тайно вступил в союз с эмирами Лериды, Тортосы, Альпуэнте и альморавидами. Тогда Эль Сид разбил войска Абд аль-Малика у Кварта.
В 1103 году эмиром Альбаррасина стал Яхъя Хусам ад-Давла, которого в апреле 1104 года низложил альморавидский губернатор Валенсии Абу Абдалла Мухаммад ибн Фатима. После этого клан Бану Расин переселился в Валенсию, а территория тайфы была присоединена к государству Альморавидов.

## Правители тайфы Альбаррасин
- Бану-Расин
  - Абу Мухаммад Худайл ибн аль-Асла ибн Расин (1010/1012-1045)
  - Абу Марван Абд аль-Малик ибн Расин (1045—1103)
  - Яхъя Хусам ад-Давла (1103—1104)
- под контролем Альморавидов (с 1104)